# Halysidota brasiliensis
Halysidota brasiliensis là một loài bướm đêm thuộc phân họ Arctiinae, họ Erebidae.